# Mordellistena occidentalis
Mordellistena occidentalis es una especie de coleóptero de la familia Mordellidae.

## Distribución geográfica
Habita en México.